# 笑い飯哲夫のしんぶん教室
笑い飯哲夫のしんぶん教室（わらいめしてつおのしんぶんきょうしつ）は、朝日放送ラジオが2022年10月3日から毎週月曜日の17:25 - 17:55に放送中の教育バラエティ番組。哲夫（笑い飯）の冠番組および、朝日新聞大阪本社の単独提供による収録番組でもある。

## 概要
落語家を「隊長」（パーソナリティ）に代々起用しながら、2003年4月から19年半にわたって放送されてきた『夕刊探検隊』シリーズの役割、スポンサー、最終放送枠を継承。番組タイトルに「教室」と銘打っている関係で、笑い飯の哲夫が「担任」役、朝日放送テレビアナウンサーの小寺右子が「副担任」という肩書で出演している。哲夫が「担任」に起用されたのは、「子どもたちが経済的な理由で学習塾に通うことを諦めないで済むようにしたい」との思いから、月謝の安い学習塾をお笑い芸人としての活動と並行しながら営んでいることにもよる。
番組の開始に際しては、「『一覧性のある紙媒体』としての新聞の良さを改めて認識しよう」という狙いの下に「新聞の内容を子どもでも分かるように教える」というコンセプトを設定。日本の内外を問わず、現役の小中学生から出演者（「生徒」）を募ったうえで、朝日新聞大阪本社が近畿地方向けに発行している『朝日新聞』の紙面から、一部の記事の内容を「哲夫先生による授業」というスタイルで分かりやすく解説している。
番組は2部構成で、前半を記事の「斜め読み」に充てたうえで、哲夫がその記事の要点を後半に「解説」。「生徒」はビデオ会議システムを通じて「授業」へ参加しているため、「解説」への反応が動画を通じて哲夫・小寺にも分かるようになっている。もっとも、哲夫が記事への私見を述べるのは前半だけで、後半は小中学生への「解説」に徹している。
実際には『夕刊探検隊』シリーズと同じく、事前に収録した音源を放送。「授業」で取り上げる記事も、収録日までに発行された紙面から選ばれている。もっとも、初代の制作陣によれば「収録番組でありながら、生放送のような『水物感』がある」とのことで、「生徒」からの鋭い質問に哲夫がたじろぐこともある。
なお、2023年には日本民間放送連盟賞の近畿地区審査会でラジオ教養番組部門の1位に選ばれた。哲夫が同年1月9日放送分において、「うるう秒」を取り上げた記事を、オランダに住む日本人の「生徒」（上記の手段で収録に参加していた小学5年生の少年）に「解説」した内容が高く評価されたことによる。

## 放送時間
- 毎週月曜日 17:25 - 17:55

## 出演者
- 「担任」： 哲夫（笑い飯）
- 「副担任」：小寺右子（朝日放送テレビアナウンサー）